# Ligea
Ligea  è un nome proprio di persona italiano femminile.

## Varianti in altre lingue
- Catalano: Ligia[3]
- Esperanto: Ligja
- Greco antico: Λιγεια (Ligeia)[4]
- Latino: Ligea[1]
- Polacco: Ligia
- Portoghese: Lígia[4]
- Portoghese brasiliano: Lygia[4]
- Spagnolo: Ligia[3]

## Origine e diffusione

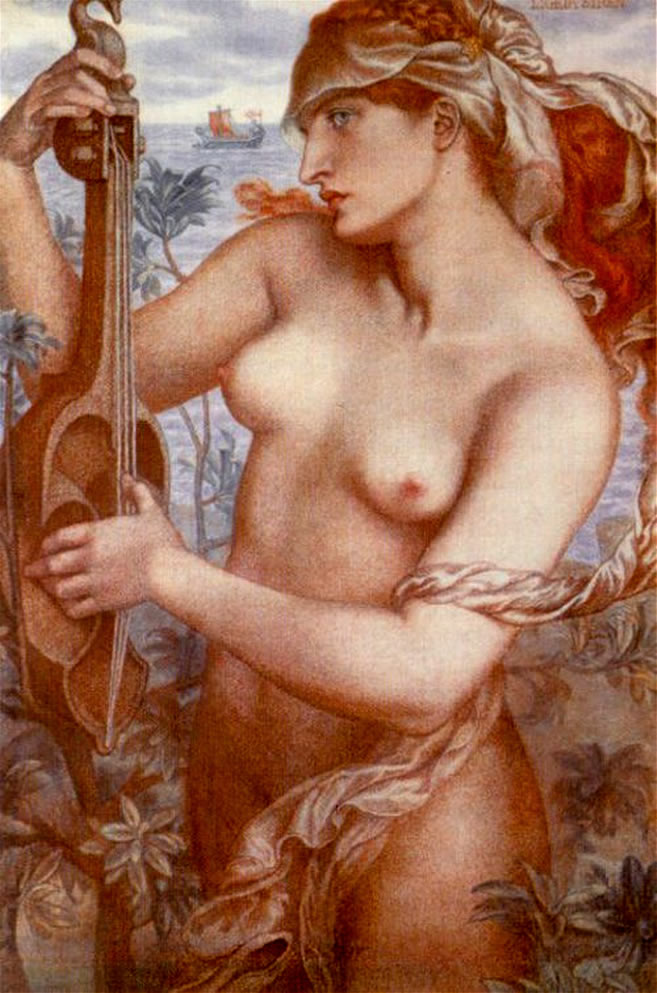
Un'illustrazione della sirena Ligea realizzata da Dante Gabriel Rossetti

Nome che gode di scarsissima diffusione in Italia, continua l'antico greco Λιγεια (Ligeia); secondo alcune fonti, è basato su λιγυς (ligys), che vuol dire "dalla voce chiara", "stridula", "fischiante", "melodiosa"; altre lo riconducono invece a lygios, ossia "flessibile", "che si adatta", "docile".
Si tratta di un nome di tradizione classica, portato da una sirena della mitologia greca; venne usato anche da Edgar Allan Poe nel suo racconto Ligeia e da Giuseppe Tomasi di Lampedusa nella novella Lighea (1961).
Non va confuso con Ligia, un ipocoristico femminile di Eligio.

## Onomastico
Il nome è adespota, cioè non è portato da alcuna santa. Si può festeggiarne l'onomastico il 1º novembre, giorno di Ognissanti.

## Persone

### Varianti
- Lygia Bojunga, scrittrice brasiliana
- Ligia Lezama, scrittrice e sceneggiatrice venezuelana
- Lígia Maria Moraes, cestista brasiliana

## Il nome nella cultura di massa
- Lígia è un personaggio della telenovela Ciranda de pedra.

## Il nome nelle arti
- Lígia è un brano musicale composto da Antônio Carlos Jobim.
- Ligeia è un personaggio maggiore del racconto omonimo di Edgar Allan Poe
- Lighea (o La Sirena) è un racconto lungo di Giuseppe Tomasi di Lampedusa

- Lighea e un film di Carlo Tuzii, adattamento del racconto La Sirena di Tomasi di Lampedusa,  episodio di Dieci registi italiani, dieci racconti italiani (1983)